# Kurt Weyher
Kurt August Viktor Weyher (30. srpna 1901 Grudziądz – 17. prosince 1991 Wilhelmshaven) byl německý admirál, malíř a velitel pomocného křižníku Orion během druhé světové války.

## První světová válka
Kurt Weyher vstoupil do řad německého císařského námořnictva jako dobrovolník 2. dubna 1918. Po výcviku v námořní škole Mürwik začal sloužit v červenci 1918 na křižníku SMS Freya, odkud byl v září téhož roku převelen na křižník SMS Regensburg. Po konci války během německé revoluce bojoval v řadách 11. granátnického pluku, posléze u 3. námořní brigády. 21. února byl povýšen na Feldwebela.

## Meziválečné období
I po značném snížení stavů císařského námořnictva v rámci Versailleské smlouvy zůstal v námořnictvu a absolvoval důstojnickou školu, mimo jiné na školní lodi Niobe. Poté sloužil jako důstojník na torpédoborci G10, křižníku Königsberg a průzkumné lodi Meteor. Od září 1930 do září 1932 byl poprvé velitelem lodi, a to torpédoborce G11. Poté byl důstojníkem na školní lodi Gorch Fock. V roce 1938 byl krátce navigačním důstojníkem křižníku Nürnberg a v roce 1939 velel školní lodi Horst Wessel.

## Druhá světová válka
9. prosince 1939 byl Weyher pověřen velením pomocného křižníku Orion. V roce 1940 s ním podnikl plavbu do Tichého oceánu, kde kladl do australských a novozélandských vod miny a spolu s pomocným křižníkem Kometa (pod vedením Roberta Eyssena) zaútočil na tichomořský ostrov Nauru. V roce 1942 se stal velitelem námořního úřadu v Sofii, odkud byl v roce 1944 převelen na námořní úřad v Constanțě a poté na Krétu (jako velitel 10. zajišťovací divize). 2. listopadu 1944 byl přemístěn do města Norden ve Frísku. Po skončení druhé světové války byl v britském zajetí.

## Poválečné období
V roce 1953 sepsal svoje zážitky z druhé světové války a začal se naplno věnovat své zálibě – malířství s námořní tematikou. Mezi lety 1967 a 1969 byl prezidentem Německého námořního spolku. Kurt Weyher zemřel 17. prosince 1991 ve Wilhelmshavenu.

## Vyznamenání
- Slezská orlice 2. třídy
- Slezská orlice 1. třídy
- Odznak III. námořní brigády
- Olympijský odznak II. řádu
- Služební vyznamenání Wehrmachtu IV. třídy
- Služební vyznamenání Wehrmachtu III. třídy
- Služební vyznamenání Wehrmachtu II. třídy
- Sudetská pamětní medaile
- Španělský kříž
- Řád svatého Alexandra s meči
- Železný kříž (1939) 2. třídy (9. červenec 1940)
- Železný kříž (1939) 1. třídy (30. srpen 1940)
- Rytířský kříž Železného kříže (1939) (21. srpen 1941)
- Kriegsabzeichen für Hilfskreuzer (23. srpen 1941)
- Řád Michala Chrabrého III. třídy
- Rumunská hvězda
- Německý kříž (18. květen 1944)
- Záslužný řád Spolkové republiky Německo (29. duben 1977)